# Akitakata (Hiroshima)
Akitakata (安芸高田市 Akitakata-shi?) es una ciudad localizada en la prefectura de Hiroshima, Japón. En junio de 2019 tenía una población estimada de 27.894 habitantes y una densidad de población de 51,9 personas por km². Su área total es de 537,75 km².

## Geografía

### Localidades circundantes
- Prefectura de Hiroshima
  - Higashihiroshima
  - Hiroshima
  - Kitahiroshima
  - Miyoshi
- Prefectura de Shimane
  - Ōnan

## Demografía
Según los datos del censo japonés, esta es la población de Akitakata en los últimos años.
| Año del censo | Población |
| ------------- | --------- |
| 1995          | 35.821    |
| 2000          | 34.439    |
| 2005          | 33.096    |
| 2010          | 31.487    |
| 2015          | 29.488    |